# Герополітська затока
Герополітська затока — термін використовується для опису Суецької затоки в районі Герополіса в давні часи, коли Суецька затока мала в своєму складі й Велике Гірке озеро.  .
Птолемей II Філадельф побудував  "Суецький канал" (Канал фараонів) прямуванням захід-схід в Герополісі (близько 270/69 р. до Р.Х.) і збудував судноплавний шлюз, між Герополіською затокою і Червоним морем, щоб дозволити прохід суден, але запобігти солоній воді з Червоного моря змішуватись з прісною водою в каналі. 
Стародавні міста, які були в свій час, розташовані вздовж берегової лінії Герополітської затоки: Арсиноя, Герополіс й Ольвія.